# Oviglio
Oviglio är en ort och kommun i provinsen Alessandria i regionen Piemonte i Italien. Kommunen hade 1 234 invånare (2018).